# Sakaryaspor
Sakaryaspor ist ein türkischer Fußballverein, der in der Stadt Adapazarı beheimatet ist. Der Verein spielte in den 1980er, 1990er und 2000er Jahren insgesamt elf Spielzeiten in der Süper Lig und befindet sich in der Ewigen Tabelle der Süper Lig auf dem 33. Platz. Seine erfolgreichste Erstligasaison hatte der Verein in der 1. Lig 1981/82, in der der Klub als Aufsteiger den fünften Tabellenplatz erreichte. Daneben belegte man in den Spielzeiten 1983/84 und 1984/85 zwei Mal den sechsten Tabellenplatz der Süper Lig. Als weitere wichtige Erfolge ist der Türkische Pokalsieg in der Spielzeit 1987/88 hervorzuheben. Der Verein gilt als Talentschmiede und hatte besonders in seiner erfolgreichsten Zeit der 1980er Jahre für den türkischen Fußball so wichtige Spieler wie Hakan Şükür, Oğuz Çetin, Recep Çetin, Aykut Kocaman, Aykut Yiğit, Engin İpekoğlu, Bülent Uygun, İlker Yağcıoğlu, Rahim Zafer, Tuna Güneysu hervorgebracht.
Aufgrund schwerwiegender finanzieller Probleme, die gegen Ende der 2000er Jahre in den letzten Jahren auftraten, stieg der Traditionsklub bis in die TFF 3. Lig ab und stand mehrfach vor dem Konkurs. Berühmt ist der Verein auch für seine Fans, die sich u. a. durch Fangemeinschaften wie Tatangalar zusammengeschlossen haben.

## Geschichte

### Gründung
Der Verein Sakaryaspor entstand aus der Vereinigung von İdmanyurdu, Güneşspor, Ada Gençlik und Gençlerbirliği, als Farben wurden Grün und Schwarz gewählt. Am 17. Juni 1965 wurde Ethem Boran zum ersten Präsidenten des neu gegründeten Clubs Sakaryaspor gewählt.

### Die erste Saison (1965/66)
Der erste Trainer der Mannschaft wurde Fikret Aldinç. Der erste Kader bestand aus folgenden Spielern: Sarı İhsan, Metin Fıçıcıgil, Mikail, Pıçır İsmet, Kaleci Sadettin, Rıfkı Manav, Musa Çetiner, Faruk, Zeki Aydıntepe, Hüsnü Taşdemir, Arifiyeli İhsan Ertem, Erdoğan und Atilla.
In den folgenden Jahren erlangte Sakaryaspor mehrmals die Chance zum Aufstieg, jedoch schafften sie es nie auf Grund der fehlenden Erfahrung. Durch die Erfolge steigerte Sakaryaspor jedoch seinen Bekanntheitsgrad.

### 1. Liga (1982–1988)
Nach 17 Jahren schaffte es endlich Sakaryaspor mit einem starken Kader und mit vielen Starspielern den erhofften Aufstieg. Auch in ihrer ersten Saison in der Süper Lig feierte Sakaryaspor große Erfolge und wurde die Überraschungsmannschaft. Der Verein hielt sich fünf Jahre lang in der Süper Lig, stieg dann aber auf Grund finanzieller Probleme ab. Mit dem neuen Präsidenten Aydin Zengin gelang jedoch der sofortige Wiederaufstieg.
Während sich der Verein in der Saison 1987/88 im Mittelfeld der Tabelle befand, wurden im Fortis Türkiye Kupasi große Erfolge gefeiert. Sakaryaspor konnte sich nämlich gegen die Großen wie Beşiktaş Istanbul und Fenerbahçe Istanbul durchsetzen und gewann schließlich im Finale gegen Samsunspor den Pokal. Somit feierte der Verein seinen größten Erfolg und erlangte auch das Recht am Europokal der Pokalsieger teilzunehmen. In diesem erreichten sie zwar die 2. Runde, konnten sich jedoch nicht gegen den deutschen Vertreter Eintracht Frankfurt durchsetzen.

### Neuzeit
In den letzten Jahren konnte sich Sakaryaspor nicht so richtig in der ersten Liga etablieren. Man verpasste meist den Aufstieg in den Playoffs der zweiten Liga und konnte sich nicht für die erste Liga qualifizieren. Mit wenigen Ausnahmen befand sich Sakaryaspor seit 1990 in der zweiten Liga, ehe dem Verein in der Neuzeit nach fünf Spielzeiten zur Saison 2004/2005 wieder der Aufstieg gelang. Im gleichen Jahr verabschiedete man sich als Tabellensechzehnter jedoch wieder aus der Liga, ehe man zur Saison 2006/2007 wieder aufstieg. Dasselbe Bild wie bei dem Abstieg zwei Jahre zuvor wiederholte sich auch im Jahr 2007 und nach dem 30. Spieltag stand der erneute Abstieg von Sakaryaspor fest. Die Mannschaft ist am Ende der Saison 2010/11 erneut in die TFF 1. Lig aufgestiegen.
In die 1. Lig aufgestiegen wurde dem Verein ein Transferverbot seitens des nationalen Fußballverbandes auferlegt, wodurch man die Saison mit den verfügbaren Spielern bzw. mit den Spielern aus der Reserve- und Jugendmannschaft auskommen musste. Der Verein rutsche schnell auf einem Abstiegsplatz und verpasste zum Saisonende den Klassenerhalt. Mit dem Abstieg verließen auch mehrere Nachwuchstalente, die sich im Abstiegskampf bewährt hatten, wie Berat Çetinkaya, Salih Dursun, Yasin Görkem Arslan und Şaban Özel den Verein.
Nachdem der Verein seit mehreren Jahren mit großen finanziellen Problemen kämpfte wurde im Februar 2013 eine neue Wahl angekündet. Zudem wurde erwähnt, dass wenn diese Wahl keinen neuen Vereinsvorstand hervorbringen sollte, man den Verein auflösen werde. Diese Wahl blieb erfolglos, so übernahmen Fans die Vereinsführung und verhinderten so eine Vereinsschließung. Nach der 2:4-Heimniederlage gegen Pendikspor am 28. Spieltag, stieg der Verein das erste Mal in seiner Vereinsgeschichte in die TFF 3. Lig ab.
Die Viertligasaison 2016/17 beendete der Verein mit dem Play-off-Sieg der Gruppe 3 und kehrte damit nach fünfjähriger Abstinenz in die TFF 2. Lig zurück.

## Erfolge
- Tabellenfünfter der Süper Lig (1): 1981/82
- Meister der TFF 1. Lig (3): 1980/81, 1986/87, 2003/04
- Aufstieg in die Süper Lig (5): 1980/81, 1986/87, 1997/98, 2003/04, 2005/06
- Aufstieg in die TFF 1. Lig (1): 2010/11
- Play-off-Sieger TFF 2. Lig: 2010/11
- Aufstieg in die TFF 1. Lig 2010/11
- Play-off-Sieger TFF 3. Lig: 2016/17
- Aufstieg in die TFF 2. Lig 2016/17
- Türkischer Pokalsieger: 1987/88

## Ligazugehörigkeit
- 1. Liga: 1981–1986, 1987–1990, 1998–1999, 2004–2005, 2006–2007
- 2. Liga: 1965–1981, 1986–1987, 1990–1998, 1999–2004, 2005–2006, 2007–2009, 2011–2012, ab 2022
- 3. Liga: 2009–2011, 2012–2013, 2017–2022
- 4. Liga: 2013–2017

## Spielstätte
Der Verein bestreitet seit Anfang der 1990er Jahre seine Spiele im Sakarya-Atatürk-Stadion. Im Rahmen der seit Mitte der 2005er Jahre laufenden Erneuerung der Fußballstadien in den türkischen Ballungszentren wurde auch die Erneuerung der Spielstätte von Sakaryaspor beschlossen. Demnach soll ein modernes reines Fußballstadion mit einem Fassungsvermögen für 25.000 Zuschauer errichtet und in 800 Tagen fertiggestellt werden.

## Rekordspieler
| Rang                | Name            | Einsätze | Zeitraum  |
| ------------------- | --------------- | -------- | --------- |
| 01.                 | Turgay Poyraz   | 190      | 1981–1989 |
| 02.                 | Aykut Yiğit     | 148      | 1981–1990 |
| 03.                 | Oğuz Çetin      | 146      | 1981–1988 |
| 04.                 | Yenal Kaçıra    | 133      | 1981–1986 |
| 05.                 | Engin İpekoğlu  | 119      | 1982–1989 |
| 06.                 | Tuna Güneysu    | 118      | 1981–1988 |
| 07.                 | Ceyhun Güray    | 115      | 1982–1986 |
| 08.                 | Mehmet Şen      | 100      | 1982–1990 |
| 09.                 | Nezihi Tosuncuk | 98       | 1981–1986 |
| 10.                 | Sinan Turhan    | 96       | 1984–1988 |
| Stand: 5. März 2016 |                 |          |           |

| Rang                | Name                | Tor | Einsätze | Tor/Spiel |
| ------------------- | ------------------- | --- | -------- | --------- |
| 01.                 | Aykut Yiğit         | 52  | 148      | 0,35      |
| 02.                 | Sinan Turhan        | 27  | 96       | 0,28      |
| 03.                 | Aykut Kocaman       | 23  | 68       | 0,34      |
| 04.                 | Şenol Çorlu         | 20  | 91       | 0,22      |
| 05.                 | Ahmet Kılıç         | 15  | 47       | 0,32      |
| 05.                 | Tuna Güneysu        | 15  | 118      | 0,13      |
| 06.                 | Oğuz Çetin          | 15  | 146      | 0,1       |
| 07.                 | Serdar Şenkaya      | 11  | 33       | 0,33      |
| 07.                 | Yücel Çolak         | 15  | 54       | 0,28      |
| 08.                 | Zafer Tüzün         | 10  | 26       | 0,38      |
| 08.                 | Hakan Şükür         | 10  | 42       | 0,24      |
| 08.                 | Nezihi Tosuncuk     | 10  | 98       | 0,1       |
| 09.                 | Burak Akdiş         | 9   | 33       | 0,27      |
| 09.                 | Ceyhun Güray        | 9   | 115      | 0,08      |
| 10.                 | Mustafa Arabacıbaşı | 8   | 52       | 0,15      |
| Stand: 5. März 2016 |                     |     |          |           |

## Bekannte ehemalige Spieler
| - Burak Akdiş - Murat Alaçayır - Mehmet Altıparmak - Mustafa Arabacıbaşı - Mehmet Ayaz - Musa Aydın - Ragıp Başdağ - Timuçin Bayazıt - Murat Bölükbaş - Cihan Can - Franco Cángele - Yasin Çelik 1 - Recep Çetin - Oğuz Çetin - Hüseyin Çimşir - Yücel Çolak - Şenol Çorlu 1 - Tarık Daşgün - Erdi Demir - Levent Demiray - Taner Demirbaş - Oktay Derelioğlu - Abdülkerim Durmaz | - Fevzi Elmas - Ayhan Elmastaşoğlu - Murat Erdoğan - Halil İbrahim Eren - Sertan Eser - Zafer Göncüler - Mehmet Gönülaçar - Taner Gülleri - Tuna Güneysu 1 - Ceyhun Güray 1 - Gökhan Gedikali - Tayfun Hut - Engin İpekoğlu 1 - Gökhan Kaba - Yenal Kaçıra - Bahri Kaya - Ahmet Kılıç - Okan Koç - Aykut Kocaman - Özden Öngün 1 - Eser Özaltındere - Osman Özdemir | - Ali Özgün - Mustafa Pektemek - Turgay Poyraz 1 - Tuncay Şanlı - Mehmet Şen - Serdar Şenkaya - Hakan Şükür - Aygün Taşkıran - Hüseyin Tok - Nezihi Tosuncuk - Aydın Tuna - Evren Nuri Turhan - Sinan Turhan - Zafer Tüzün - Suat Usta - Bülent Uygun - İlker Yağcıoğlu - Fuat Yaman - Aykut Yiğit 1 - Hasan Yiğit - Erdoğan Yılmaz - Rahim Zafer |

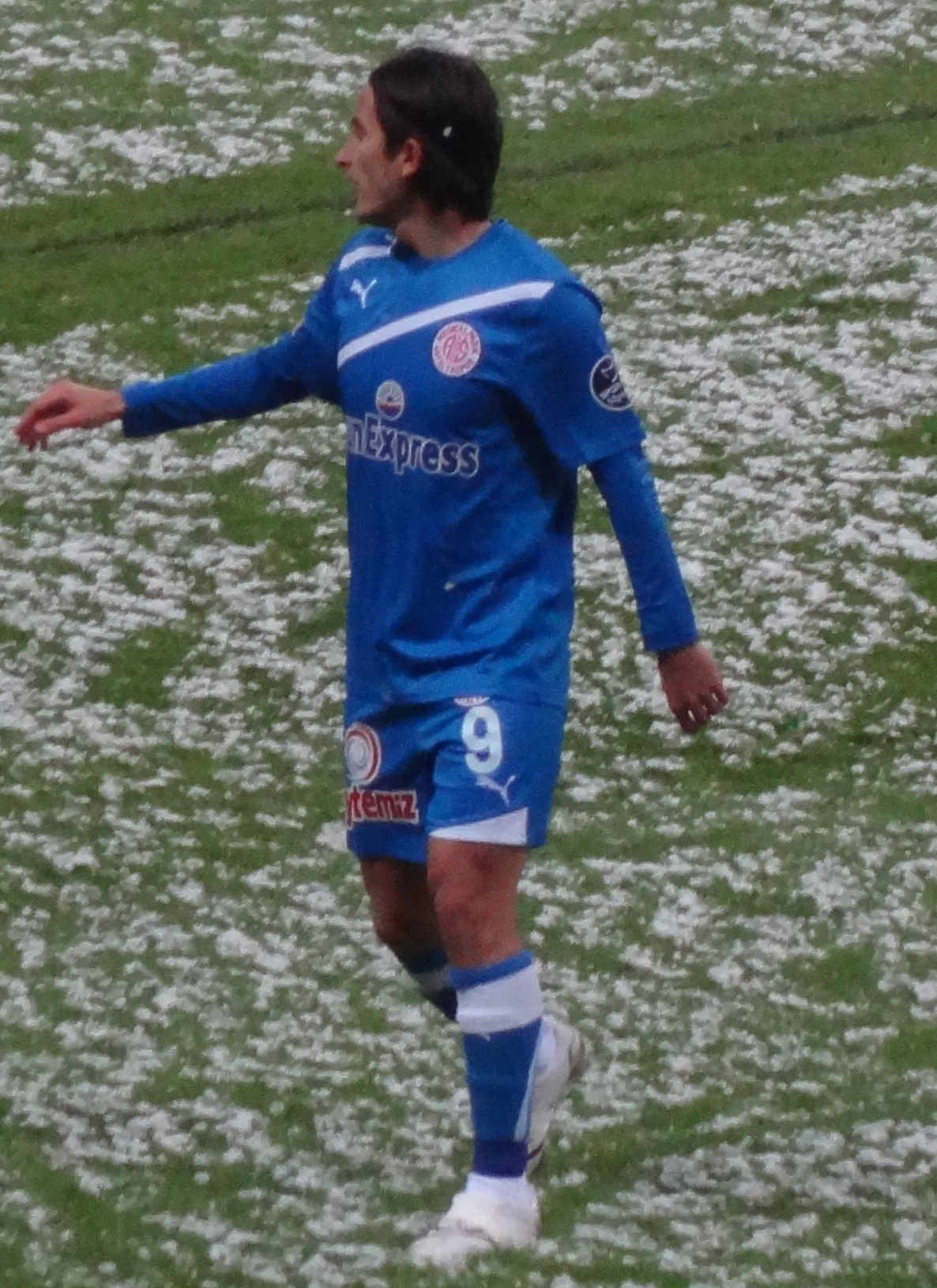
Musa Aydın
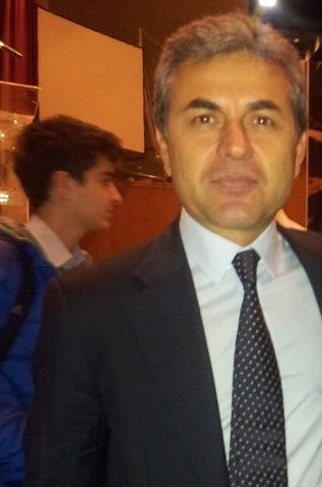
Aykut Kocaman
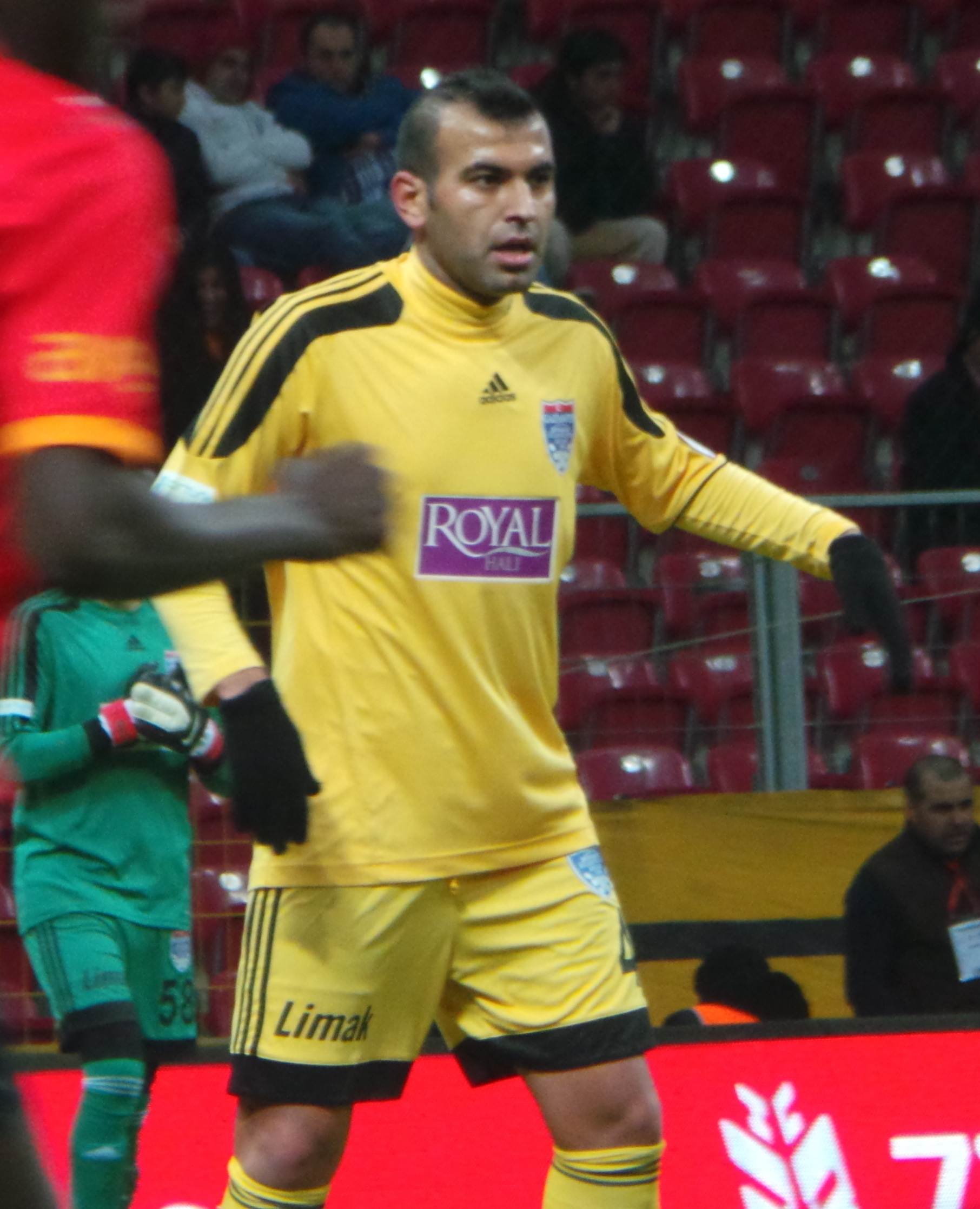
Cihan Can
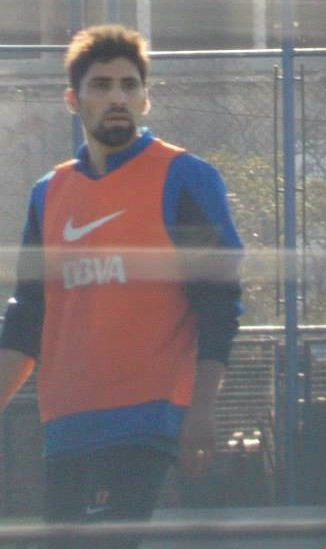
Franco Cángele
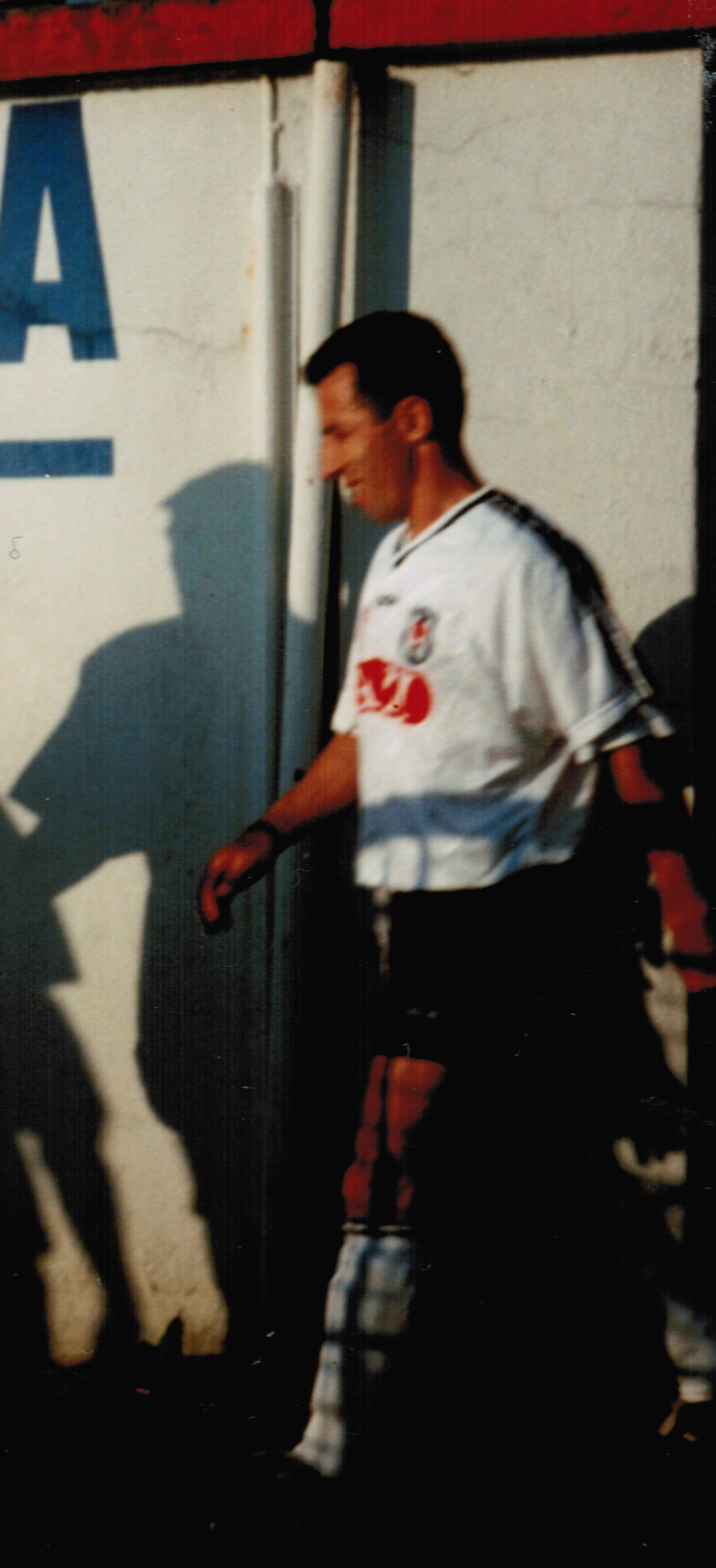
Recep Çetin
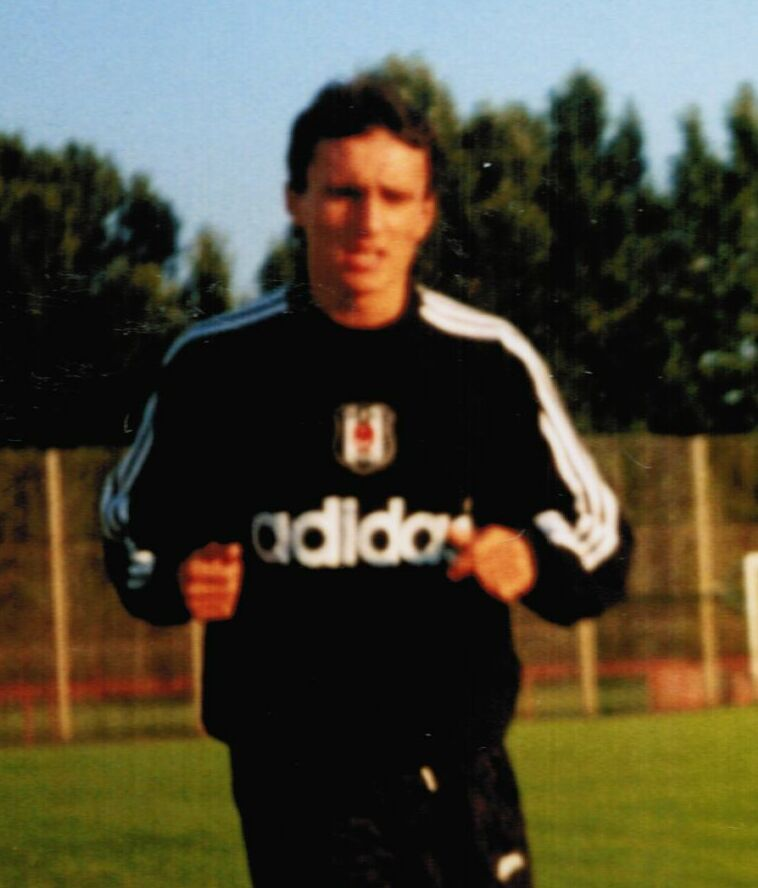
Sertan Eser
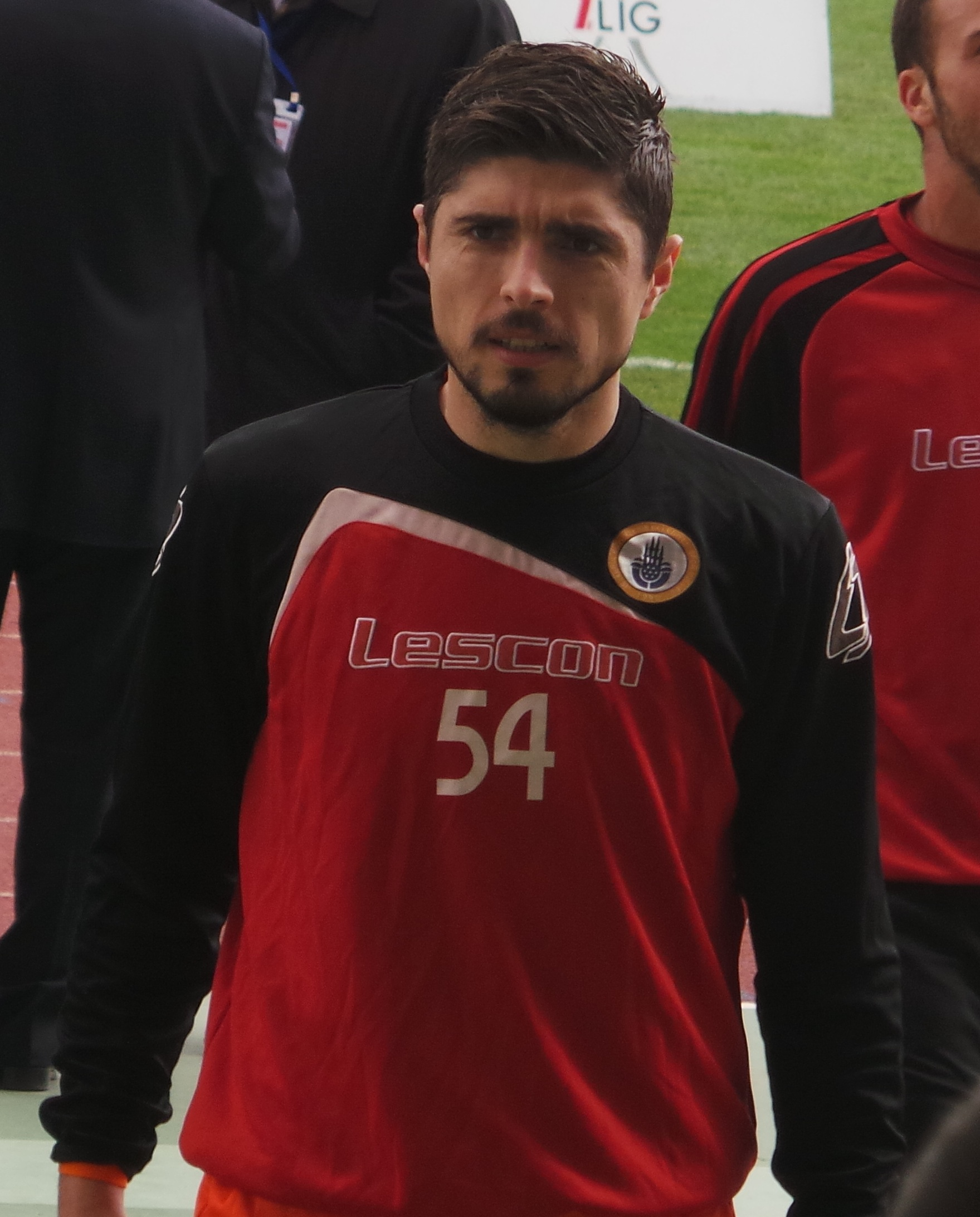
Hüseyin Tok
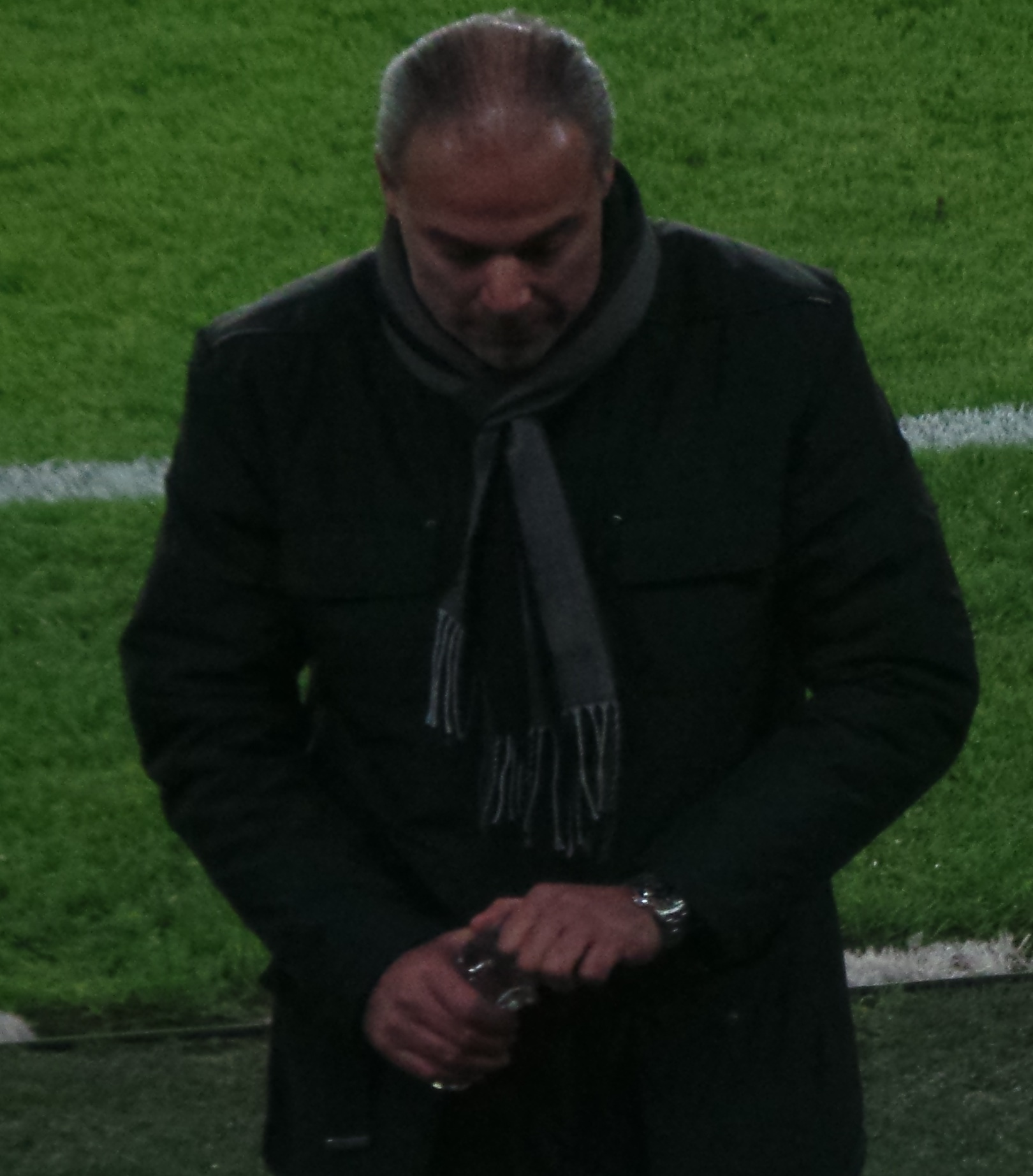
Engin İpekoğlu
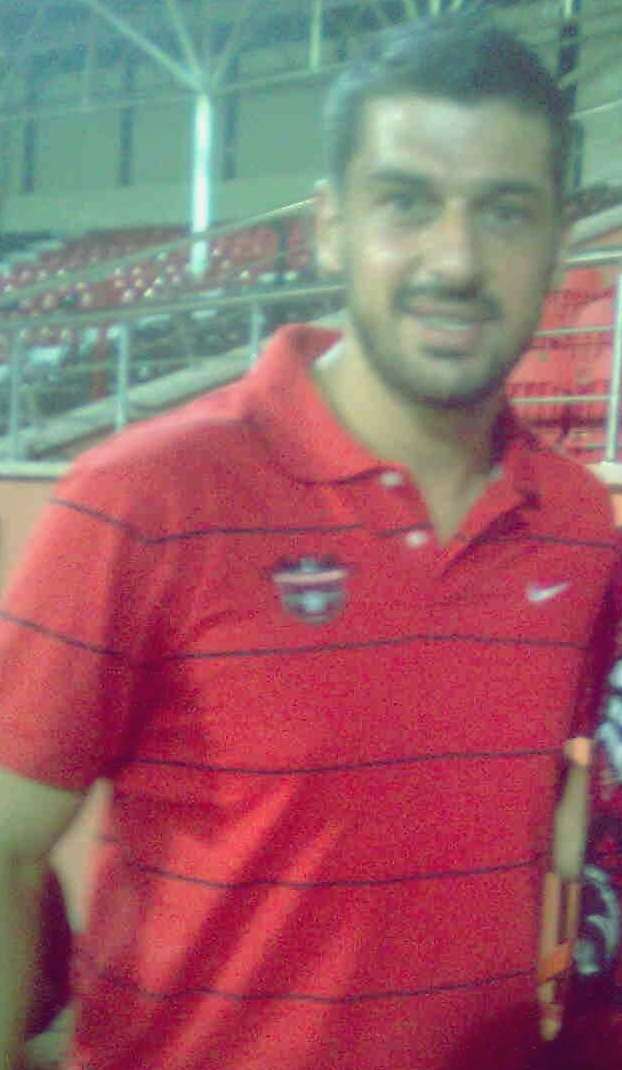
Özden Öngün
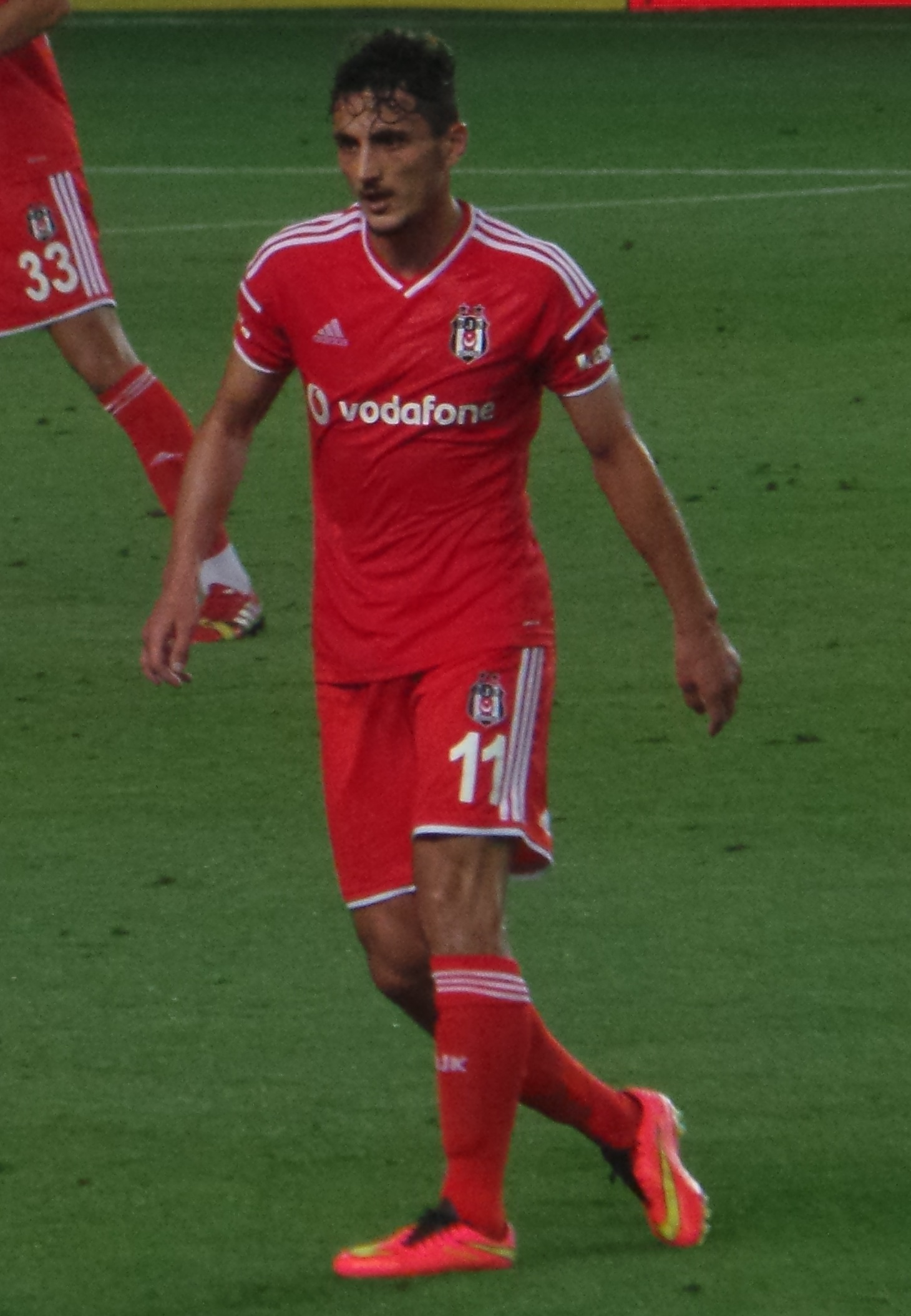
Mustafa Pektemek
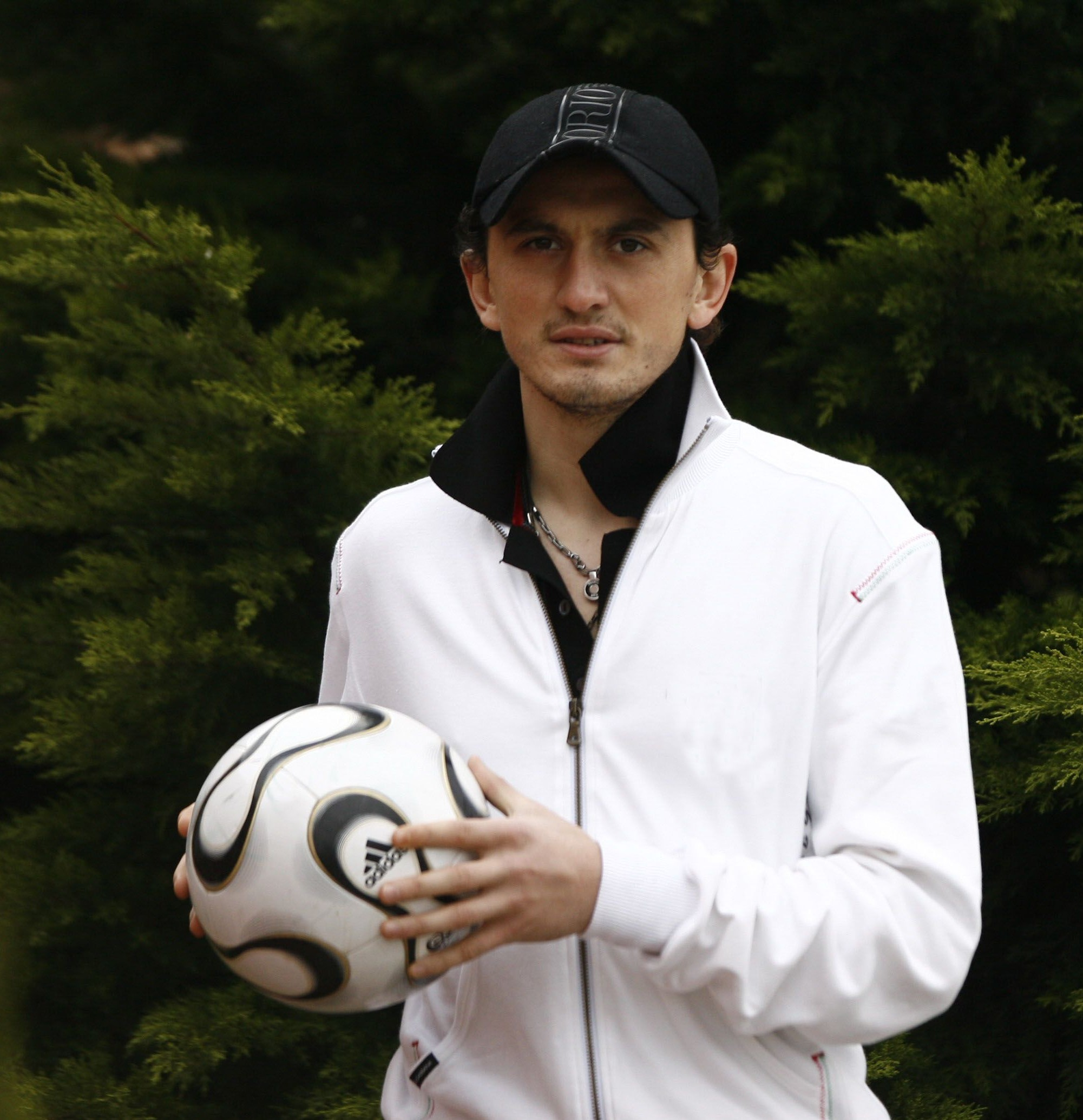
Tuncay Şanlı
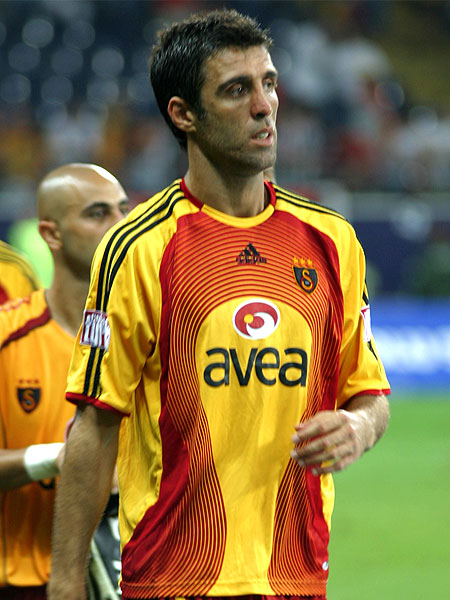
Hakan Şükür
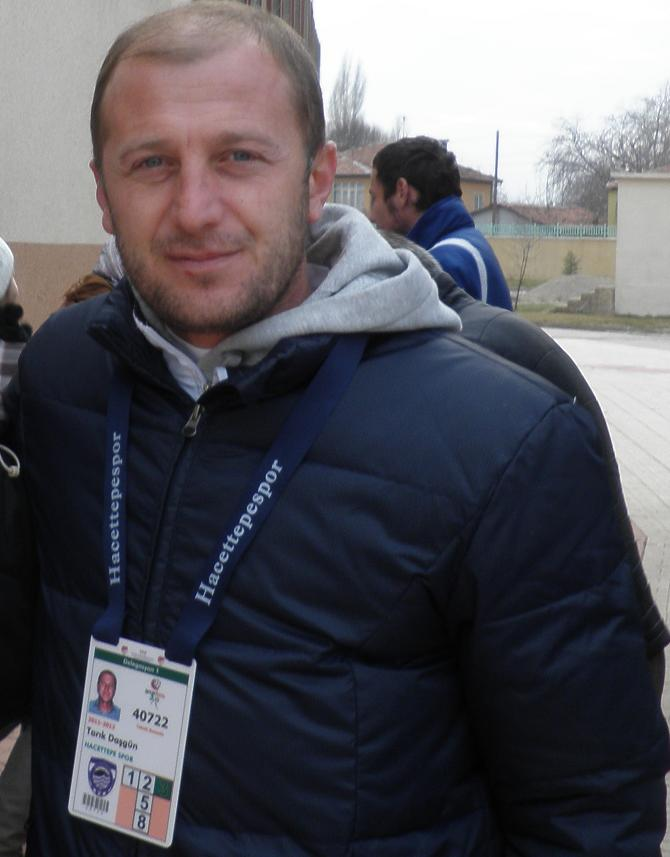
Tarık Daşgün
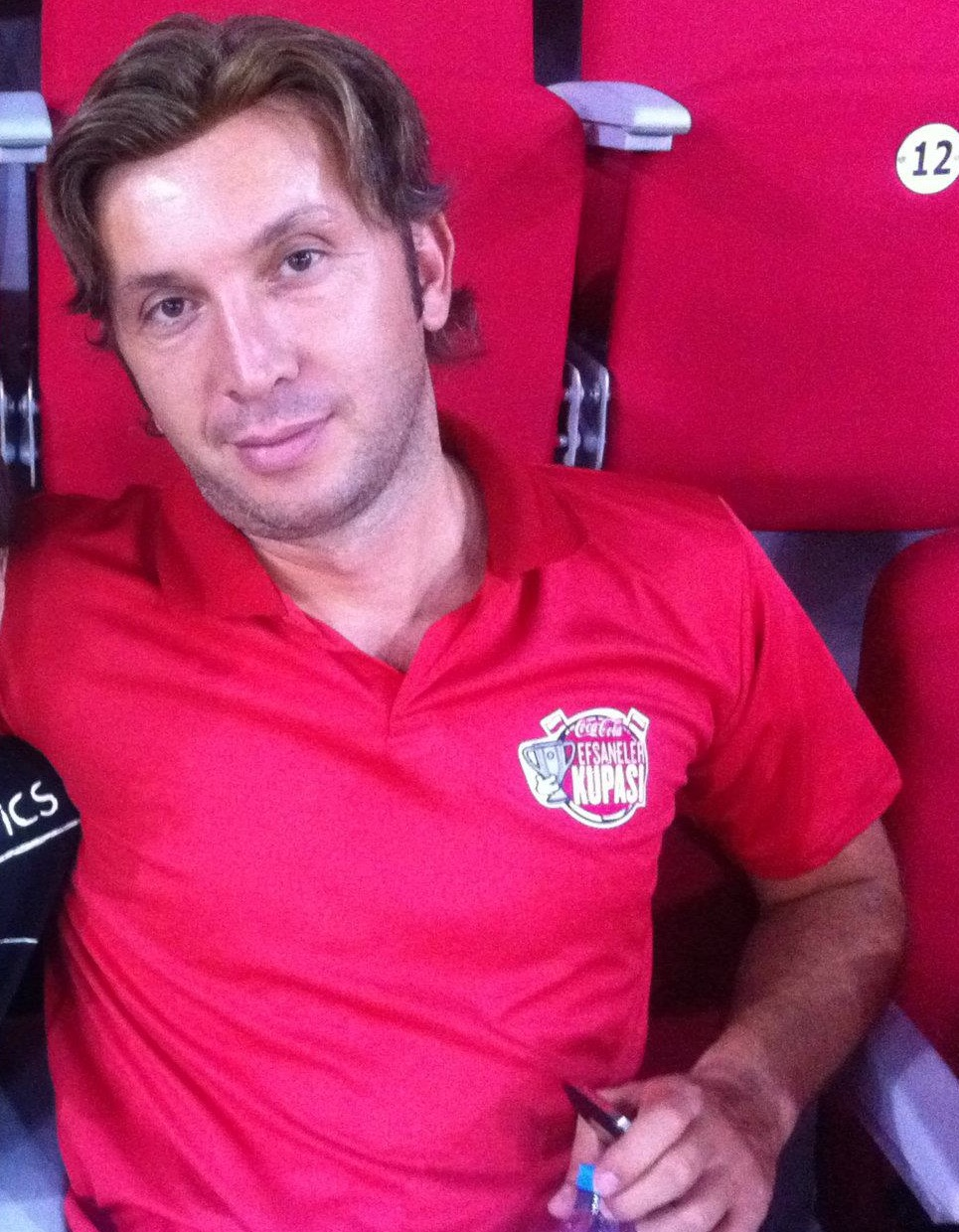
Evren Turhan
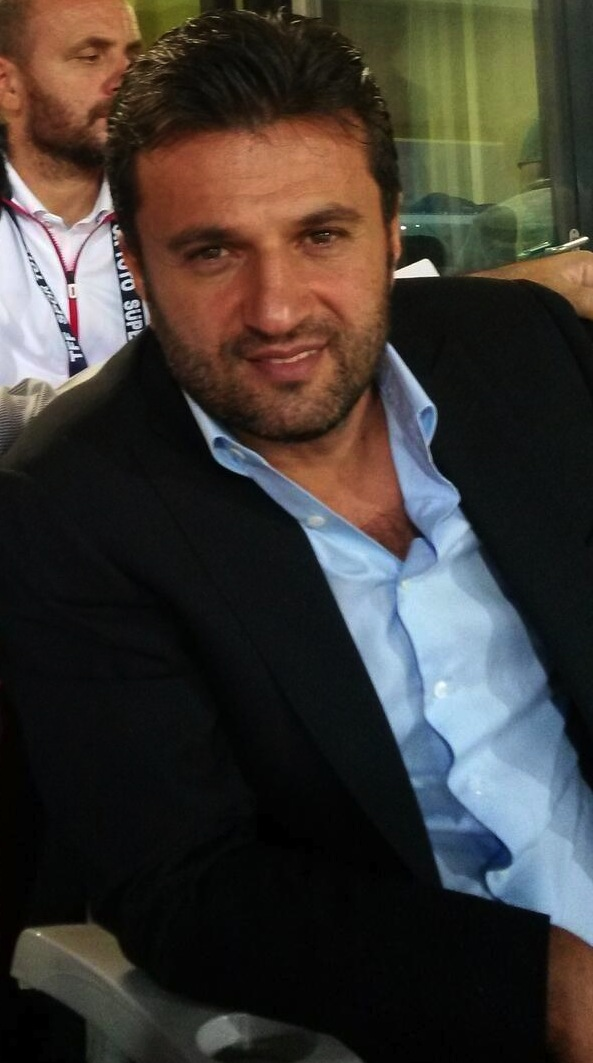
Bülent Uygun

## Trainer (Auswahl)
| - Ahmet Karlıklı (September 1966 – Juni 1967) - Ahmet Karlıklı (Januar 1969 – Mai 1969) - Necdet Niş (November 1980 – Dezember 1980) - Gürcan Berk (September 1981 – Oktober 1981) - Zafer Göncüler (Mai 1983 – Juni 1983) - Necdet Niş 2 (August 1983) - Necdet Niş 2 (Januar 1986) - Necdet Niş (Mai 1987 – August 1987) - Nihat Atacan (August 1987 – Oktober 1987) - Necdet Niş (November 1987 – Mai 1988) - Tamer Kaptan (August 1988 – Juni 1989) - Erol Togay (Dezember 1989 – April 1990) - Fethi Demircan (November 1991 – März 1992) - Zafer Göncüler (März 1992 – August 1992) - Coşkun Demirbakan (August 1992 – Mai 1993) - Zeynel Soyuer (November 1994 – Januar 1996) - Necdet Niş (Januar 1996 – Mai 1996) - Enver Katip (Juli 1996 – Oktober 1996) - Aldoğan Argon (Dezember 1996 – Mai 1997) - Zeynel Soyuer (August 1997 – Februar 1998) - Şenol Güneş (September 1998 – Februar 1999) - İlyas Tüfekçi (Februar 1998 – Mai 1998) - Coşkun Demirbakan (November 2000 – Mai 2002) - Hüseyin Hamamcı (August 2002 – Mai 2003) - Sadi Tekelioğlu (August 2003 – Oktober 2003) - Şaban Yıldırım (Oktober 2004 – Oktober 2004) | - Nenad Bijedić (Mai 2006 – November 2006) - Hüsnü Özkara (Juni 2007 – Mai 2008) - Coşkun Demirbakan 2 (Mai 2008) - Hüseyin Kalpar (August 2008 – September 2008) - İlker Yağcıoğlu (September 2008 – November 2008) - Engin İpekoğlu (November 2008 – Juni 2009) - Özcan Kızıltan (August 2009 – September 2009) - Engin Korukır (August 2009 – Mai 2010) - Murat Bölükbaşı (August 2010 – November 2010) - Şaban Yıldırım (November 2010 – Oktober 2011) - Timur Şahinel 2 (Oktober 2011 – November 2011) - Şaban Yıldırım (November 2011 – Februar 2012) - Yılmaz Vural (Februar 2012 – Mai 2012) - Murat Bölükbaşı (Juni 2012 – Oktober 2012) - Sadun Hoşbay (November 2012 – Januar 2013) - Erol Kolcu (August 2013 – Februar 2014) - Murat Vatansever (März 2014 – Mai 2014) - Ercüment Çoşkundere (September 2014 – März 2015) - Osman Özdemir (März 2015 – Mai 2015) - Deniz Kolgu (August 2015 – Januar 2016) - Yavuz İncedal (Januar 2016 – März 2016) - İlhan Var (März 2016 – Mai 2016) - İsmail Cem Cambaz (Juni 2016 – Oktober 2016) - Tuncay Şanlı (Oktober 2016 – Februar 2017) - Osman Özdemir (Februar 2017 – ) |

## Präsidenten (Auswahl)
- Selahattin Aydın
- İsmail Gürses
- Cevat Ekşi